# Neuriën
Neuriën is zingen met gesloten mond, waarbij het geluid zoals dat door de stembanden gemaakt wordt door de neus hoorbaar gemaakt wordt. Het volume dat met neuriën mogelijk is, is veel lager, onder meer omdat de als resonator optredende mondholte geen rol speelt.
In de uitvoerende muziekpraktijk komt het voor dat neuriën voorgeschreven wordt. Dit wordt vaak aangegeven met de Italiaanse muziekterm (a) bocca chiusa.